# Rivière du Gros Mécatina
La rivière Gros Mécatina est un cours d'eau douce situé dans la MRC Le Golfe-du-Saint-Laurent dans la Côte-Nord au Québec (Canada).

## Annexe

### Source en ligne
- Commission de toponymie du Québec